# Відкритий чемпіонат Австралії з тенісу 2008
Відкритий чемпіонат Австралії з тенісу 2008 — тенісний турнір, що проходив між 14 січня та 27 січня 2008 року на кортах Мельбурн-Парку в Мельбурні, Австралія. Це — 96-й чемпіонат Австралії з тенісу і перший турнір Великого шлему у 2008 році. Турнір входив до програм ATP та WTA турів.

## Події
Було змінено поверхню кортів: Rebound Ace замінили на Plexicushion.  
Змінилися правила змагань у міксті — для перемоги в геймі досить виграти чотири м'ячі. Тобто, за рахунку 40:40 гейм виграє пара, що виграє наступний м'яч. 
Минулорічні чемпіони в одиночному розряді, Роджер Федерер та Серена Вільямс, втратили свої титули. Для нових чемпіонів, Новака Джоковича та Марії Шарапової, ця перемога була першою в Австралії. Для Джоковича це був взагалі перший титул Великого шлему, для Шарапової — третій.

### Перемога українок
Україна отримала своїх перших (і станом на літо 2107 року єдиних) володарів титулу Великого шлему. Ними стали сестри Бондаренко у парних змаганнях серед жінок.

## Результати фінальних матчів

### Дорослі
| Одиночний розряд. Чоловіки            |                              |                       |
| Новак Джокович                        | Жо-Вілфрід Тсонга            | 4–6, 6–4, 6–3, 7–6(2) |
|                                       |                              |                       |
| Одиночний розряд. Жінки               |                              |                       |
| Марія Шарапова                        | Ана Іванович                 | 7–5, 6–3              |
|                                       |                              |                       |
| Парний розряд. Чоловіки               |                              |                       |
| Джонатан Ерліх Енді Рам               | Арно Клеман Мікаель Льодра   | 7–5, 7–6(4)           |
|                                       |                              |                       |
| Парний розряд. Жінки                  |                              |                       |
| Альона Бондаренко Катерина Бондаренко | Вікторія Азаренко Шахар Пеєр | 2–6, 6–1, 6–4         |
|                                       |                              |                       |
| Мікст                                 |                              |                       |
| Сунь Тяньтянь Ненад Зімоньїч          | Саня Мірза Магеш Бгупаті     | 7–6(4), 6–4           |
|                                       |                              |                       |

### Юніори
| Одиночний розряд. Хлопці             |                              |                    |
| Бернард Томич                        | Ян Цунхуа                    | 4–6, 7–6(5), 6–0   |
|                                      |                              |                    |
| Одиночний розряд. Дівчата            |                              |                    |
| Аранча Рус                           | Джессіка Мор                 | 6–3, 6–4           |
|                                      |                              |                    |
| Парний розряд. Хлопці                |                              |                    |
| Сє Ченпен Ян Цунхуа                  | Вашек Поспішил Сезар Рамірес | 3–6, 7–5, [10]–[5] |
|                                      |                              |                    |
| Парний розряд. Дівчата               |                              |                    |
| Ксенія Ликіна Анастасія Павлюченкова | Елена Богдан Дой Місакі      | 6–0, 6–4           |
|                                      |                              |                    |